# Bilten brigade Kralj Tvrtko
U HVO brigadi Kralj Tvrtko ulagani su veliki napori kako bi bojovnici na crtama obrane, a i hrvatski civili u Sarajevu bili što informiraniji, i kako bi mogli čitati tiskovine na hrvatskom jeziku. Izrečena tvrdnja dobiva na značaju, ako znamo da je od travnja/svibnja 1992. godine Sarajevo osim u vojnoj bilo i u svojevrsnoj informativnoj blokadi. Tako je uz HVO Riječ, bilten koji se trudio biti što informativniji, tijekom veljače 1993. godine Odjel za moral pri Uredu za društvene djelatnosti,  upravu i pravosuđe HVO Sarajevo pokrenuo mjesečnik Bilten brigade Kralj Tvrtko, koji je uglavnom obrađivao teme iz hrvatske kulture i povijesti, te sociološke, vjerske i zabavne sadržaje.

## Redakcija
Bilten brigade Kralj Tvrtko uređivao je Redakcijski odbor u sastavu: Zvonimir Jan, Hamdija Karalić (urednik prvog i drugog broja), Slobodan Đurasović (urednik-lektor), Alenko Zornija (urednik trećeg broja),načelnik stožera brigade Franjo Talijančić, Mijo Nikolić, Jozo Brkić, Ivan Čivić, Ante Vrdoljak, Marjan Franjić, Srećko Šimić, Ivan Slaviček, Jadranko Glavaš, Jozo Gavranić. Ravnatelj fotografije bio je Vladimir Milišić, a tehnički urednik Selvin Čano. Dizajn su radili Ivica Čavar, Nikola Radeljković i Vanja Rajs. O računalnoj obradi i unosu teksta skrbila je Željka Ergelašev, tiskala ga je tvrtka OKO d.d. Sarajevo.

## Rubrike
Poradi ratnih okolnosti ni ovaj list nije mogao izlaziti željenim tempom. Od veljače do studenoga 1993. godine izašla su tri broja, a stalne rubrike su bile: Umjesto uvodnika, Tko smo mi?, Skica za portret, Ono što moramo znati, I ono što je fakat, Stihovi bliski srcu, Raskrižja, U posjetu, Foto reportaža, Susret, Korespodencije, Uokvireno dvaput, Sarajevo je moj grad, Što kaže povijest,  Naša starina, Naši korijeni, Svakodnevnica, Borbena vozila, Protuoklopna sredstva, Osobni stav, Kultura jezika, Šport, Stranice razonode, Za trenutke odmora, Povijesna nasljeđa, Tvrtkov kalendar, Fritzov kutak, Interview, Press International, Odjeci, Hrvatske svetinje, Anketa, Kultura, Analize, Povijest, Oružja, Svjedočanstva i Tvrtkov super test.